# Puyallup (Volk)

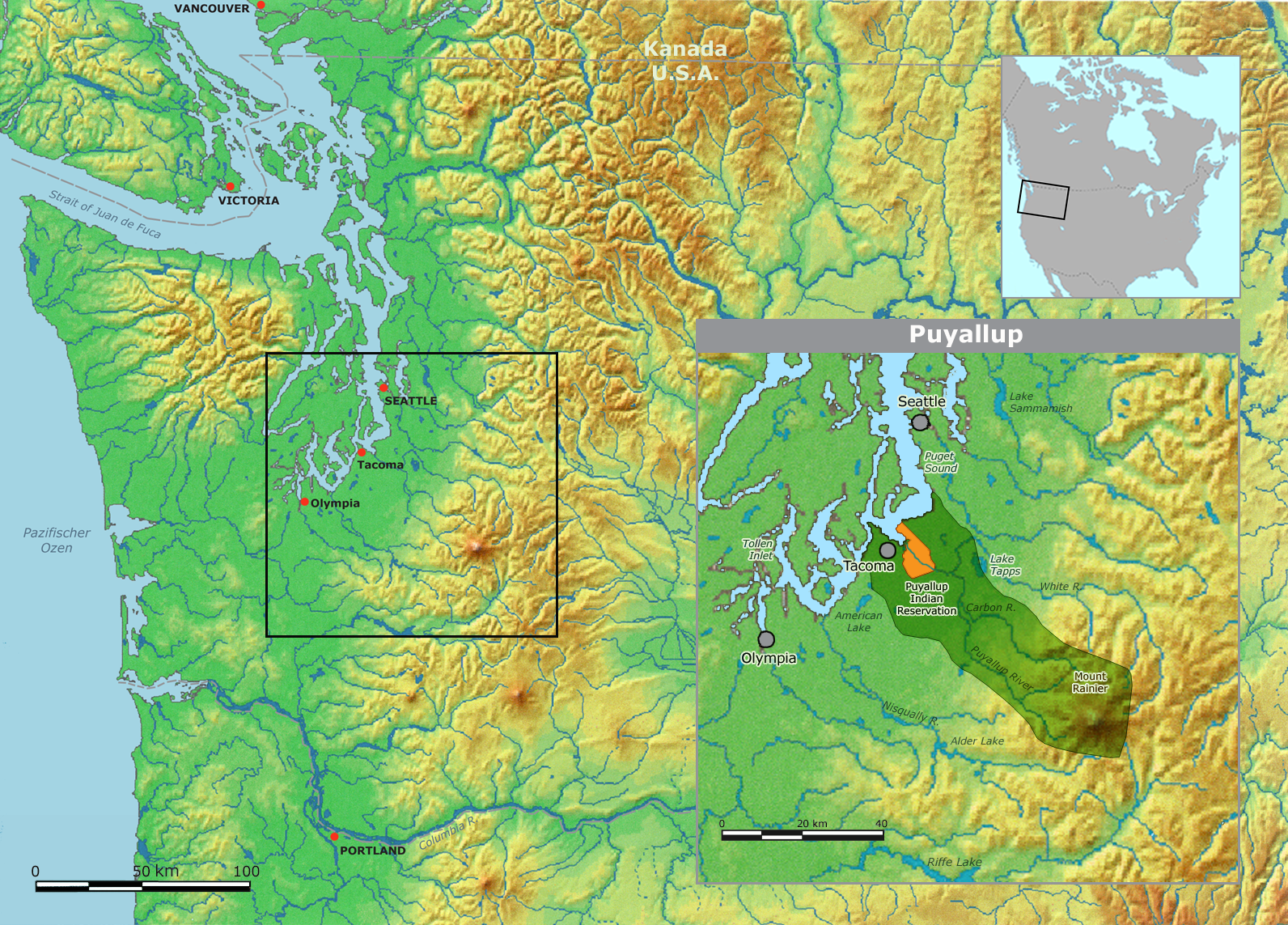
Traditionelles Territorium der Puyallup (grün) und heutige Reservation (orange) im Nordwesten der USA

Die Puyallup (früher auch S’Puyalupubsh) zählen zu den als Native Americans bezeichneten Indianern und leben im US-Bundesstaat Washington. Kulturell gehören sie zu den Küsten-Salish. Ursprünglich sprachen sie eine Sprache aus der Salish-Familie, das Lushootseed. 2008 zählten mehr als 3.800 Menschen zum Puyallup Tribe of Indians.
Die Bedeutung des Namens ist nicht geklärt. So gibt es Mutmaßungen, Puyallup sei die Bezeichnung der örtlichen Flussmündung gewesen, oder habe „Schatten“ in Anspielung auf den dichten Waldbestand bedeutet.

## Geschichte
Entsprechend den regionalen mythologischen Vorstellungen gingen die Puyallup und ihre Umgebung auf einen Verwandler (Transformer, gelegentlich auch Changer genannt) zurück. Dieser Dokibat war zugleich der Lehrer der Menschen, der ihnen all ihre Fertigkeiten beigebracht hatte.

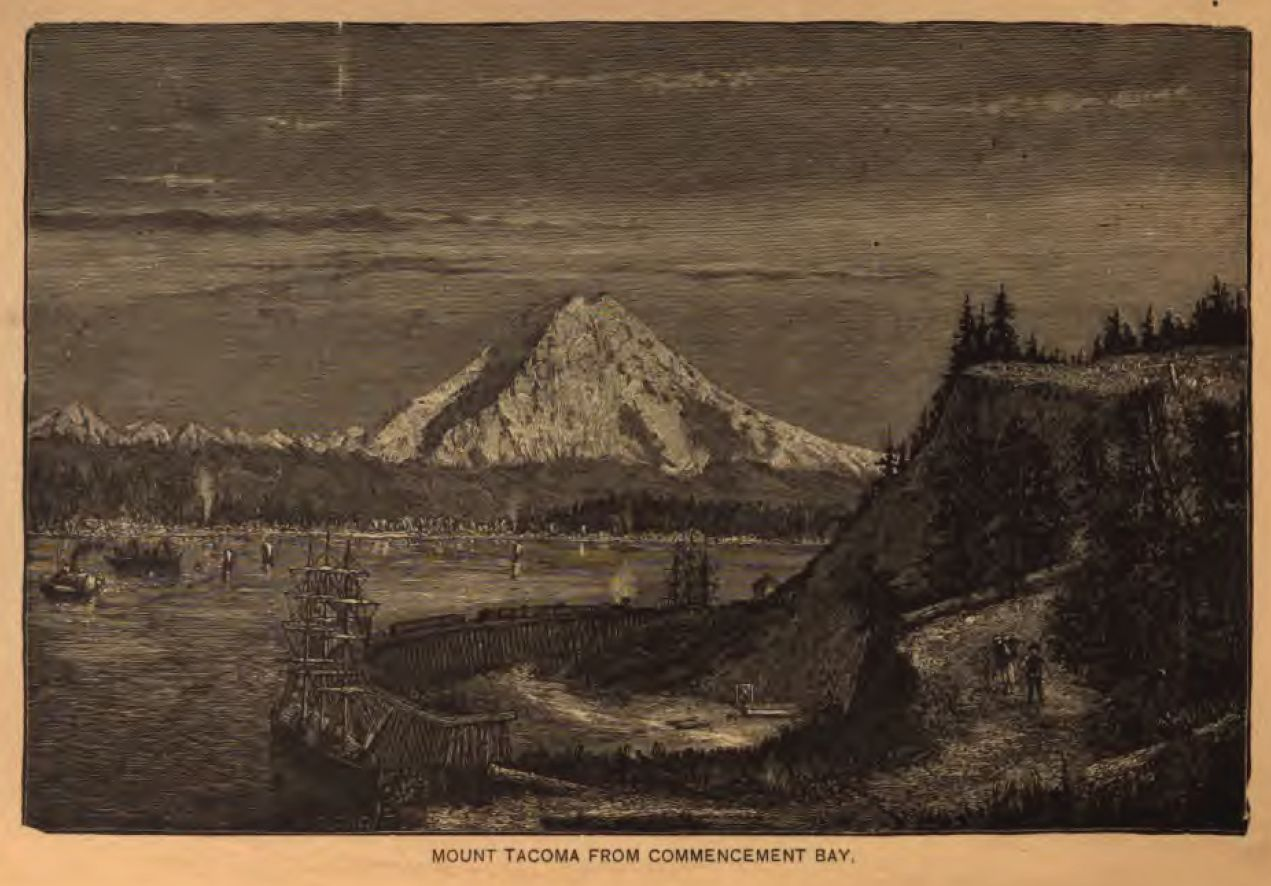
Blick von der Commencement-Buch auf den Mount Tahoma

Das Gebiet der Puyallup grenzte ursprünglich an den Puget Sound und erstreckte sich rund 25 km ostwärts der Commencement Bay, wo heute Tacoma liegt. Doch war der Stamm nicht sehr ortsstabil, so dass er etwa am Carr Inlet und im Süden von Vashon Island anzutreffen war. Die Puyallup lebten überwiegend von Fisch, und ergänzten ihre Ernährung durch Beeren, Rhizome, Wurzeln und – nach den ersten Kontakten mit Europäern – mit Tomaten.

### Erste Europäer, Pelzhandel
Bereits George Vancouver und Peter Puget dürften ihnen begegnet sein. 1833 gründete die Hudson’s Bay Company Fort Nisqually am Puget Sound. Jedoch wurde die Region 1846 im Grenzvertrag zwischen Großbritannien und den USA den Vereinigten Staaten zugeschlagen, so dass die Gesellschaft ihre Posten südlich des 49. Breitengrades aufgeben musste. 

### Vertrag von Medicine Creek, Reservat
Isaac Ingalls Stevens, der erste Gouverneur des 1853 eingerichteten Washington-Territoriums, war gleichzeitig der Superintendent of Indian Affairs und Superintendent of the Northern Pacific Railroad Survey. Die Puyallup büßten in dieser Zeit rund zwei Drittel ihrer Mitglieder ein, denn rund 100 der 150 Stammesmitglieder fielen wohl den Pocken zum Opfer.
Am 24. Dezember 1854 schlossen mehrere Stämme den Vertrag von Medicine Creek. In Puyallup, Nisqually und auf Squaxin Island wurden drei Reservate (reservations) eingerichtet. Doch das Gebiet war klein (1.280 Acre (Einheit)|Acre) und von schlechter Ausstattung. Die Upper Puyallup erhoben sich, ein Teil des Stammes wurde vor ihnen durch den Indianeragenten J. V. Weber in Sicherheit gebracht und auf Squaxin Island untergebracht. Am 20. Januar 1857 wurde die Reservation nach und nach auf 18.062 Acre (rund 73 km²) ausgedehnt. Langwierige Verhandlungen führten 1873 und 1886 zu neuen Grenzziehungen. In dem Reservat lebten neben den Puyallup einige Cowlitz, Nisqually, Muckleshoot, Steilacum und andere Gruppen.

### Erzwungener Landverkauf, Mission
Als 1873 die Northern Pacific Railway einen Zielbahnhof suchte, fand sie ihn im noch zu gründenden Tacoma (vom Mt. Takkobad), an der Commencement Bay. Die Indianer wurden gezwungen, ihr Land zu verkaufen. Die Bewilligung der Reservation endete 1886. In diesem Jahr wurde der überwiegende Teil der Indianer gezwungen, nach Puyallup zu ziehen, wo 178 so genannte allotments eingerichtet wurden. Nur ein einziger Gebietsstreifen blieb im gemeinsamen Besitz des Stammes. Am 19. August 1890 entschied der Kongress, den Verkauf von Puyallup-Reservationsland zu genehmigen, um den Bewohnern der inzwischen auf 40.000 Einwohner angewachsenen Stadt Tacoma Landerwerbsmöglichkeiten zu geben.
Seit den 1870er Jahren hatte die Konfessionspolitik des Präsidenten Ulysses S. Grant dafür gesorgt, dass der katholische Einfluss, der seit den 1840er Jahren vorhanden war, zurückgedrängt wurde, um protestantischem Platz zu machen. Zugleich wurden die Puyallup gedrängt, das Land als Bauern zu bearbeiten. So stieg der Anteil des Ackerlands im Reservat zwischen 1871 und 1880 von 291 auf 1200 Acre. Mehrere Schulen entstanden im Reservat, wobei 1906 aus der Puyallup Indian School eine Handelsschule für alle Indianer der Region wurde. Bereits 1910 zog sie zahlreiche Schüler an, und sie führte nun den Namen Cushman Indian Trade School.
Ein Gesetz von 1893 legte fest, dass nicht verkauftes Reservatsland in Stammesbesitz bleiben und zehn Jahre lang nicht verkauft werden sollte. Rund die Hälfte der Reservation wurde in den Jahren danach dennoch verkauft, bis 1909 hatten die meisten Familien verkauft. In diesem Jahr verloren die Puyallup einen Prozess gegen die schleichende Enteignung zu Schleuderpreisen. Ein Teil der Bewohner leistete weiterhin Widerstand und selbst 1950 saßen immer noch 10 Familien auf wenigen Hektar Land. 1899 erhielten Eisenbahngesellschaften vom Innenministerium eine Blanko-Genehmigung durch Indianergebiet zu bauen. Eine Kommission übernahm das Land, das jedoch zu erheblichen Teilen an Holzbetriebe und Landspekulanten weiterverkauft wurde.

### Begrenzte Selbstverwaltung, Kampf um Fischereirechte
1937 zählte der Bericht des United States Office of Indian Affairs 322 Puyallup. Seit 1936 erlangten die Puyallup eine begrenzte Selbstverwaltung, wobei die Regierungsgeschäfte von einem Tribal Council, einem Stammesrat geführt werden. 1929 zählte der Stamm 344 eingetragene Mitglieder, 1937 nur noch 322.
Bob Satiacum, eine führende Figur der Puyallup, setzte sich vor allem für ihre Fischereirechte ein. Dazu konnte er etwa Marlon Brando gewinnen. Im März 1964 nahm Brando an einer Protestaktion, einem fish-in, teil, bei der der Stamm seine garantierten Fischereirechte einforderte. Es kam zu Besetzungen und hunderte von Polizisten wurden gegen die protestierenden Indianer, auch anderer Stämme, eingesetzt. Am 13. Oktober 1965 wurden sechs Puyallup bei Franks Landing verhaftet. Es kam am 15. Januar 1969 zu äußerst harten Urteilen. Doch im Februar 1974 urteilte Richter George Boldt, dass die Indianer das Recht haben, zu fischen, jedoch nur mit einem Anspruch auf 50 % der Gesamtfänge.
Ein eigenes Gericht (seit Anfang der 70er Jahre) und eine selbst ausgerüstete und ausgebildete Truppe setzen inzwischen die Fischereirechte durch und kontrollieren die eigenen Fischer. Dabei sind Fish & Wildlife für Fauna und Jagdrechte zuständig, Land Enforcement für Landrechte.

### Wiedergutmachung, Kompensation
In einem Rechtsstreit betätigte der Oberste Gerichtshof der Vereinigten Staaten am 20. Februar 1984 das Urteil eines Berufungsgerichts, dass immerhin 12 Acre (rund 48.500 m²) des seit 1950 entstandenen Hafens von Tacoma den Puyallup gehörten – von 270 Acre, die durch Umleitung von Gewässern in den Jahren 1918 und 1940 verschwunden waren. Das Gebiet erstreckte sich von der Commencement Bay südostwärts bis Puyallup. Beim Landanspruch gelang der Durchbruch im August 1988. Ein Abkommen zwischen dem Puyallup Tribe of Indians, der lokalen Regierung des Pierce County, dem Staat Washington, der Regierung der Vereinigten Staaten und den betroffenen privaten Landbesitzern wurde vom Kongress genehmigt. Gegen Aufgabe ihrer Landansprüche erhielten die Indianer 900 Acre Land. Präsident George H. W. Bush unterzeichnete im Februar 1989 eine Gesetzesvorlage, durch die Puyallup-Landrechte an die Bundesregierung übergingen. Dem Stamm wurden dafür 77,25 Millionen Dollar von einer vereinbarten Gesamtsumme von 162 Millionen gezahlt. Davon zahlte der Port of Tacoma 43, der Bundesstaat Washington 21, weitere 11,4 Millionen zahlten Privatunternehmen sowie 9 Millionen lokale Verwaltungseinheiten. Jeder Stammesangehörige ab 21 erhielt 20.000 Dollar und ein Wohnungsbauprogramm wurde durchgeführt.
Es sollte eine Trust-Verwaltung eingerichtet werden, um 22 Millionen Dollar zu verwalten, ebenso wie ein Fisheries Enhancement Program, ein Programm zur Verbesserung der Fischerei. Dazu kamen Berufsausbildung, die Förderung von Selbstständigkeit, ein Social and Health Service zur Verbesserung der sozialen und Gesundheitssituation, schließlich ein Programm, das sich um die Älteren (Elders) kümmern sollte, und ein Tageszentrum sowie das Blair Navigation Project.
Zahlreiche Puyallup wagten es nun, zu ihrer Abstammung zu stehen, anderen wurde diese Abstammung erst durch den Streit um die Anerkennung als Stamm bewusst. Außerdem wurde der „Anteil des indianischen Blutes“ (indian blood quantum) reduziert, der zur Eintragung in die Stammesliste gefordert wurde. 1989 waren bereits 7.987 Menschen als Puyallup anerkannt, in der Stammesrolle stehen über 3.800 Namen.
Heute tragen nahe Tacoma ein Ort, ein Fluss und eine der größten Messen (Puyallup Fair) ihren Namen.

## Reservation
Die Puyallup leben seit 1854 in einer Indianerreservation (Indian reservation) auf dem Gebiet des heutigen Tacoma. Grundlage dieser Ansiedlung ist der Vertrag von Medicine Creek. Die Puyallup Indian Reservation erstreckt sich überwiegend im nördlichen Pierce County, ein kleiner Teil liegt im King County. Sie hat eine Fläche von 73,935 km² und beherbergte im Jahr 2000 genau 41.341 Menschen. Davon sind allerdings nur 3,2 % Abkömmlinge der ursprünglich die Mehrheit bildenden Indianer.

## Heutige Situation
Der heutige Führer des Stammes ist Herman Dillon. Ein erheblicher Teil der Einkünfte der Puyallup entstammt seit 1997 dem Betrieb des Emerald Queen Casinos, einem Casino auf einem Flussboot. Doch 2004 musste das Boot einer Hafenerweiterung weichen. So entstand 2004 in Tacoma ein neues Casino in einer vorläufigen Zeltkonstruktion. Das Casino nebst angeschlossenem Hotel (140 Räume) in Fife entstand 2005. Die Puyallup haben insgesamt fast 2.000 Arbeitsplätze geschaffen. Bereits 1991 hatte man dazu Gelder beschafft, die zunächst in die so genannte Bingo Hall an der Commencement Bay flossen.
Seit einigen Jahren erscheint ein monatliches Informationsblatt und es wurde ein Stammesarchiv eingerichtet. Da zahlreiche Dienstleistungen an den Status eines Indianers gebunden sind, dreht sich der Streit immer wieder um die 1929 eingerichtete Rolle, in der die berechtigten Indianer erstmals registriert wurden. Inzwischen befinden sich aber wieder über 3.800 Personen auf dieser Rolle.
Ein eigenes Historic Preservation Office (3009 E. Portland Avenue/Tacoma) informiert über die Geschichte der Puyallup und bereitet ihre Erzählungen auf.
Am 1. Mai 2007 unterzeichneten die Puyallup eine Letter of Intent (Absichtserklärung) mit SSA Marine/Seattle zum gemeinsamen Bau eines Containerterminals, der für mehrere hundert Arbeitsplätze sorgen soll.